# 黄慧妍
黃慧妍是香港視覺藝術家。
黃慧妍生於香港，2004年畢業於香港中文大學藝術系，2005年於英國列斯大學修畢藝術碩士課程。她創辦廣州觀察社，並善於運用不同媒介創作，如繪畫、雕塑、拼貼畫、裝置藝術和攝影等；她的作品注重概念，不受制於傳統的藝術形式及表達手法，經常以作品探索真實與虛擬的關係，探索什麼構成藝術，或不構成藝術。她將這些「原始」的作品與原創文章並列放置，消除了理想框架的概念，並說服觀眾質疑真實性的本質；挑戰先入為主的想法同時跨越界限。黃慧妍曾在日本、美國、新加坡及廣州等展出作品。

## 展览
- 2011.「要當一個別人並不簡單」黃慧妍繪畫展，誰先覺，香港 2011.「從黃慧妍藏品到香港藝術文獻庫」，亞洲藝術文獻庫，香港  2010.「活化咖啡廳」，活化廳，香港  2009.「原來的輪廓」黃慧妍的藝術，觀察社，廣州，中國

- 2011.「愛情與社區」，活化廳，香港

- 2010.「堪輿為體風水為用雕塑裝置展」，活化廳，香港

- 2008.「Sun of Beach」，黃慧碌藝術空間，香港

- 2009.「香港藝術發展局及亞洲文化協會合作藝術家駐場計劃(紐約)」，香港藝術發展局及亞洲文化協會，香港 2004.「志奮領留英獎學金」，香港藝術發展局，香港  2003.「許氏藝術創作獎」，「中大藝術2003」，香港中文大學，香港  2001.「張氏藝術創作獎」，「中大藝術2003」，香港中文大學，香港

- 2011.「從黃慧妍藏品到香港藝術文獻庫」，亞洲藝術文獻庫，香港 2009 – 2010. ISCP，紐約，美國  2008.「Wanakio 2008」，沖繩，日本  2008. Worksound，波特蘭，美國

- 香港艺术博物馆[1]
- 香港 卡蒂斯特艺术基金会，巴黎/旧金山
- M+、香港